# Landgericht Lich
Das Landgericht Lich war von 1822 bis 1879 ein erstinstanzliches Gericht der ordentlichen Gerichtsbarkeit in der Provinz Oberhessen des Großherzogtums Hessen mit Sitz in Lich.

## Gründung
Ab 1821 trennte das Großherzogtum Hessen auch auf der unteren Ebene die Rechtsprechung von der Verwaltung. 
 Die bisher von den Ämtern wahrgenommenen Aufgaben wurden Landräten (zuständig für die Verwaltung) und Landgerichten (zuständig für die Rechtsprechung) übertragen. Infolge der in den Solmsischen Besitzungen Oberhessens erst 1822 durchgeführten Trennung von Justiz und Verwaltung kam es zur Bildung des Landgerichts Lich so erst mit einem Jahr Verspätung. Dessen Bezirk wurde aus den Bezirken der ehemals solmsischen Ämter Lich und Niederweisel gebildet. Die Grafen vom Solms-Lich ließen ihre Rechte hier nun durch das Großherzogtum Hessen in ihrem Namen ausüben.
In den standesherrlichen Gebieten der Provinz Oberhessen bestanden zunächst weiterhin Justizkanzleien für Gerichtsfälle zweiter Instanz in Büdingen (für das ehemalige Fürstentum Isenburg) und Hungen (für Solms). Dem übergeordnete Instanz war das Hofgericht Gießen. Auf das Recht der Gerichtsbarkeit zweiter Instanz verzichtete das Haus Solms 1823. Die letzten standesherrlichen Privilegien wurden erst in der Märzrevolution 1848 mit dem „Gesetz über die Verhältnisse der Standesherren und adeligen Gerichtsherren“ vom 15. April 1848 beseitigt.

## Bezirk
| Gemeinde         | Herkunft            | Zugang | Abgang | Anmerkung             |
| ---------------- | ------------------- | ------ | ------ | --------------------- |
| Arnsburg         | Landgericht Laubach | 1848   |        |                       |
| Birklar          | Landgericht Hungen  | 1853   |        |                       |
| Dorf-Güll        | Landgericht Hungen  | 1853   |        |                       |
| Eberstadt        | Amt Niederweisel    | 1822   |        |                       |
| Ettingshausen    | Amt Lich            | 1822   |        |                       |
| Grüningen        | Landgericht Hungen  | 1853   |        |                       |
| Hattenrod        | Amt Lich            | 1822   |        |                       |
| Hausen           | Amt Niederweisel    | 1822   | 1837   | Landgericht Friedberg |
| Holzheim         | Landgericht Hungen  | 1853   |        |                       |
| Lich             | Amt Lich            | 1822   |        |                       |
| Münster          | Amt Lich            | 1822   |        |                       |
| Muschenheim      | Landgericht Hungen  | 1853   |        |                       |
| Nieder-Bessingen | Landgericht Hungen  | 1849   |        |                       |
| Nieder-Weisel    | Amt Niederweisel    | 1822   | 1837   | Landgericht Friedberg |
| Ober-Bessingen   | Amt Lich            | 1822   |        |                       |
| Ober-Hörgern     | Amt Niederweisel    | 1822   |        |                       |
| Oes              | Amt Niederweisel    | 1822   | 1837   | Landgericht Friedberg |
| Södel            | Amt Lich            | 1822   | 1837   | Landgericht Friedberg |

## Weitere Entwicklung
Zu Beginn des Jahres 1837 wurden die Orte Hausen, Nieder-Weisel, Oes und Södel dem Landgericht Friedberg zugeteilt.
Zum 1. November 1848 kam Arnsburg mit der Bergermühle vom Landgerichtsbezirk Laubach zum Bezirk Lich.
Zum 1. Juni 1849 kam Nieder-Bessingen aus dem Landgerichtsbezirk Hungen zum Bezirk Lich.
Anlässlich der umfassenden Neuordnung der Gerichtsbezirke in der Provinz Oberhessen kamen mit Wirkung vom 15. Oktober 1853 eine Reihe Gemeinden zum Landgericht Lich (siehe Übersicht).

## Ende
Mit dem Gerichtsverfassungsgesetz von 1877 wurden Organisation und Bezeichnungen der Gerichte reichsweit vereinheitlicht. Zum 1. Oktober 1879 hob das Großherzogtum Hessen deshalb die Landgerichte auf. Funktional ersetzt wurden sie durch Amtsgerichte. So ersetzte nun das Amtsgericht Lich das Landgericht Lich. „Landgerichte“ nannten sich nun die den Amtsgerichten direkt übergeordneten Obergerichte. Das Amtsgericht Lich wurde dem Bezirk des Landgerichts Gießen zugeordnet.

## Gerichtsgebäude

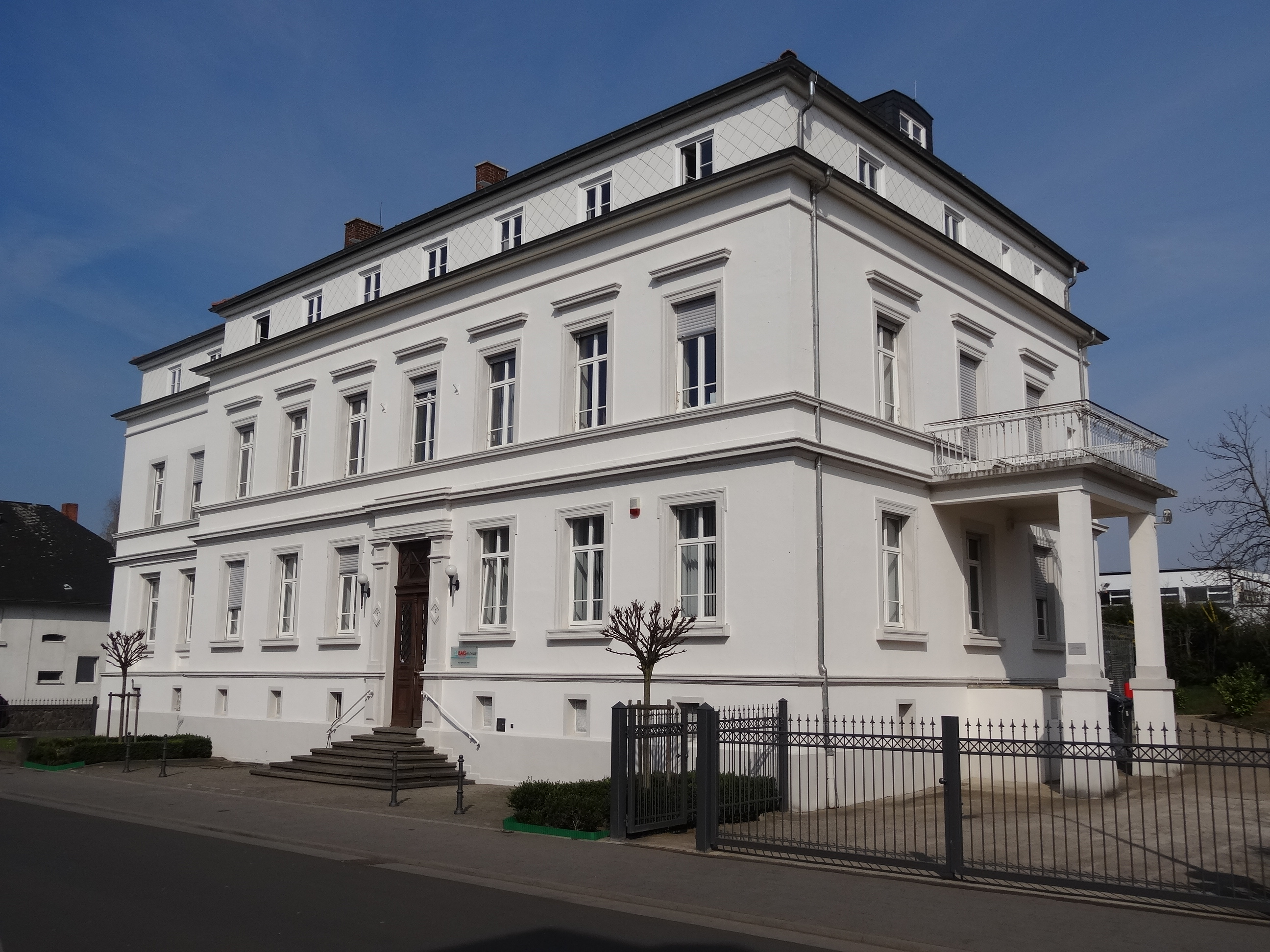
Das Gerichtsgebäude in der Amtsgerichtsstraße 1

Das spätklassizistische Gerichtsgebäude in der Amtsgerichtsstraße 1 wurde in den 1860er Jahren errichtet. Es ist ein neunachsiger Rechteckbau mit umlaufendem Gesims und hochrechteckigen Fenstern. Später wurde das Haus an der Westseite um zwei Achsen erweitert. Die Front ist durch umlaufende Gesimse und gleichmäßig gereihte Fenster vierfach horizontal gegliedert. Das pilastergerahmte Hauptportal ist über eine Freitreppe erreichbar. Der Haupteingang selbst besteht aus der originalen zweiflügligen Tür mit hohem Oberlicht.
Das Gebäude wurde ab 1879 vom Amtsgericht Lich nachgenutzt. Nach der Aufhebung des Amtsgerichts Lich 1934 wurde das Haus bis 1956 als Rathaus verwendet, anschließend bis 1987 als Städtisches Krankenhaus. In diesem Zusammenhang erfolgte die Aufstockung, um Platz für die Wöchnerinnenstation zu schaffen. Mit der Einweihung des neuen Kreiskrankenhauses 1986 mietete die Biologische Arbeitsgemeinschaft (heute BAG Health Care) das Gebäude. 2008 kaufte das Unternehmen das Haus von der Stadt.
Heute ist das ehemalige Gerichtsgebäude ein Kulturdenkmal aus geschichtlichen, städtebaulichen und künstlerischen Gründen aufgrund des Hessischen Denkmalschutzgesetzes.

## Richter
- Karl Ferdinand Schulz, Landrichter 1822 bis 1836
- Heinrich Stein, Landrichter 1847 bis 1853
- August Völcker, Landrichter 1835 bis 1840